# グロズヌイの戦い (1994年 - 1995年)
第二次グロズヌイの戦いは、第一次チェチェン戦争の初期の数か月間の、ロシア軍によるチェチェンの首都グロズヌイへの侵略とその後の占領のこと。攻撃は1994年12月から1995年3月まで続き、ロシア軍による都市の軍事占領に対してチェチェン国民のほとんどがジョハル・ドゥダエフ政権の下に結集した。
最初の攻撃は、ロシア軍にかなりの死傷者と士気喪失をもたらした。ロシア軍がグロズヌイを占領できるようになるまでには、さらに2か月の激しい戦闘と戦術の変更が必要だった。戦いは民間人に対して甚大な破壊と死傷者を引き起こし、第二次世界大戦の終わり以来ヨーロッパで最も激しい市街戦となった。

## 戦術

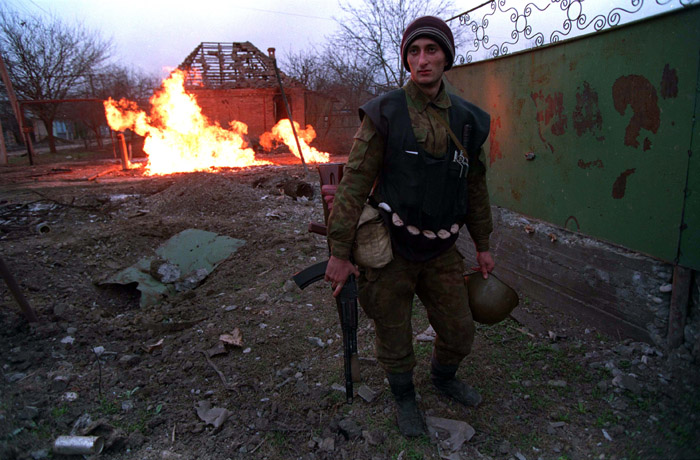
グロズヌイのチェチェン戦闘員（1995年1月）

チェチェンの戦闘員は、意欲があり、地形に精通しているため、地の利があった。元ソビエト市民として、彼らはロシア語で教育を受けていた。多くはソビエト軍に従軍していた。
多くの戦闘員は（ロシア兵のように）ソビエト軍の制服を着ていた。
チェチェンの部隊は約20人からなる戦闘グループに分けられ、3人または4人のファイアチームに細分された。
各ファイアチームは、通常ロシア製のRPG-7またはRPG-18で武装した対戦車砲手、マシン砲手、ライフルマンで構成されていた。
グロズヌイではロシアの装甲車両を破壊するために、複数のハンターキラーファイアチームが地上、2階と3階、地下室で連帯した。狙撃兵と機関銃は支援歩兵を牽制し、対戦車砲手は装甲車両と交戦した。
ほとんどのチェチェンの戦闘員は非正規軍であり、民兵は各々の指揮官（多くの場合軍閥）の指揮下にあり、グロズヌイの参謀長であるアスラン・マスハドフ大佐の効果的な戦闘調整を複雑にしていた。チェチェン軍（外国の志願兵を含み、その中にはウクライナの民族主義者のグループもいた ）は、少数のT-62およびT-72戦車を含む限られた重火器を持っていた。ほとんどの重火器は通常の部隊によって使用されていた。
戦闘は1944年後半のブダペストの戦いを彷彿とさせる戦いになった。
ロシア軍の機甲部隊は、抵抗なく街を占領することを目的としていたため、予想外の大損害を受けた。短期的な対策として、ロシア軍は自走式対空砲（ ZSU-23-4および9K22 ）を配備し、チェチェンの戦闘グループと交戦した。
この部隊と、装甲車両のマシンガンは、複数の射撃チームの射撃を同時に抑制することができなかった。
最終的に、ロシア軍は、機甲部隊を支援する随伴歩兵を降ろして、都市を家から家へと前進させるために、より多くの歩兵を投入した。
ロシア軍は待ち伏せポイントを確立し、次にチェチェン軍を待ち伏せに誘い込むために相手に向かって装甲車両を動かした。1945年のベルリン市街戦でのソビエトの戦車乗組員と同様に、ロシア軍の装甲車両の一部には、チェチェン側の対戦車擲弾の成形爆薬を防ぐために、車体装甲から約30センチメートルのところにワイヤーメッシュのケージを取り付けていた 。

### 空爆と砲撃
1994年12月22日午前5時にグロズヌイの砲撃が始まったが、ロシア軍は12月24日だけ、拡声器の放送とともに飛行機からリーフレットを投下し始めた。
これらの砲撃と爆撃の間に、いくつかの報告（メモリアルの人権活動家S. Kovalev）によると数千人の民間人が死亡もしくは負傷した。航空機は、エイスク、クリムスク、モズドク、エイスクの飛行場から爆撃を行った。
悪天候のため、航空支援の有効性は低かった。空爆の開始と同時に、砲兵が発砲した。 12月31日の朝、連邦軍連合グループはグロズヌイに入った。いわゆる「大晦日のグロズヌイへの侵攻」が始まった。

### 大晦日の戦い
市内の市民は、大晦日のモスクワ時間の午前5時に、ロシアの砲撃で目覚めた。
爆弾と砲弾が市の西側にある石油タンクに命中し、濃い黒煙を発生させた。
市の中心部にある石油研究所も、空爆を受けた後、炎上し、より多くの煙を発生させた。チェチェン人に降伏を促すパンフレットが空中投下された。 
12月初旬、ロシア国防相のパーヴェル・グラチョフ将軍は、1個の空挺連隊で2時間でグロズヌイを占領できると自画自賛していた。
戦いの前に、グラチョフは以下のように述べた。
それは、古典的な意味での暴行の問題ではありません。都市への攻撃とはどういう意味ですか？それは国の兵器庫にあるすべての軍隊と武器の使用を意味します。それは主に数時間続く重ロケット砲の準備砲撃を意味します。これは、防御側の60％を無効にし、残りの士気をくじく目的で、都市全体を襲撃することを意味します。 

#### ロシア連邦軍の計画と構成
ロシア連邦軍の計画では「北部グループ」、「西部グループ」、「東部グループ」の3つの部隊で都市に侵入する予定だった。
チェチェン人による予想外の臨機応変な抵抗のために、この計画は4列で攻撃するロシア連邦軍に変更された。
- 「北部グループ」（Север）–コンスタンチン・プリコフスキー将軍が指揮[6]

ステージングエリア–グロズヌイの北部郊外にある「セヴェルヌィ」（北部）飛行場を越えて3〜5kmの丘陵地帯
目的–「セヴェルヌィ」飛行場とマスハドフの「大統領官邸」
アプローチルート– Altayskaya通りからStaropromishlovskoye高速道路、Mayakovskogo通り（131番目のMR Brの場合）。 Khmel'nitzkogoからPervomayskaya、Ordzhonikidze通り（81st Gd MR Regt。）、2つのユニットが東Zavodskoy Rayon（工業地区）の宮殿/鉄道駅エリアに収束していた。
第81親衛戦車サマラ自動車化狙撃連隊（第1大隊と第2大隊、第1大佐ペレペルキンとシロフスキー指揮）、第90親衛戦車師団（ヤロスラベッツ大佐、ブルラコフ参謀長）
第3大隊、第6親衛戦車連隊、司令官警備隊少佐ザクリャピン
第7戦車中隊–司令官警備隊上級中尉Kovdrya
第8戦車中隊–中隊長ベチカノフ
第9戦車中隊長–中隊長バトレトディノフ

人員と装備：157人の将校と1,174人の入隊者、96台のBMP 、  2台のBREM-1回収車両、4台のポンツーン車両、  5台のBRM-1K 、4台のBRDM-2 、  31台のT-80BV戦車、  4台のTunguskaSPAA車両、および24台の銃。アフガニスタンの侵攻により、連隊は半分の力で、歩兵を欠いていた。将校の3分の1と入隊した要員の半分は、作戦のための訓練がほとんどなく、予備役部隊だった
第131マイコープ自動車化狙撃旅団の抽出部隊（第1大隊と第2大隊）（サビン大佐）
人員と装備：1,469人の将校と入隊した人員、42個のBMP、20個の戦車、16個の砲
第276自動車化狙撃連隊（ブーニン大佐）
人員と装備：1,297名の将校と入隊、73名のBMP、31両の戦車、24門の大砲
- 「北部グループ」（Запад）–Ivan Babichev（ロシア語版）将軍が指揮

目的–市内、「レーニン公園」、グロズヌイ鉄道中央駅へのM-29高速道路アプローチ
アプローチルート–インダストリアルナヤ通りからマヤコフスコゴ通りへ
第693自動車化狙撃連隊
第503自動車化狙撃連隊
第237落下傘連隊
- 「北東グループ」（Северо-Восток）–レフ・ロフリン将軍が指揮

目的–中央病院複合施設
アプローチルート–Petropavlovskoye高速道路
第255親衛自動車化狙撃連隊
第74独立自動車化狙撃旅団
第33自動車化狙撃連隊
- 「東部グループ」（Восток）–Nikolai Staskov（ロシア語版）少将が指揮

目的–グロズヌイ空港とR-305/R-306高速道路のジャンクションをカバー
アプローチルート–Gudermesskaya通りとKhankal'skaya通り
第129親衛自動車化狙撃連隊
第133独立親衛戦車大隊
第98親衛空挺落下傘連隊

#### ロシア軍の前進

グロズヌイでのロシア軍の攻撃ルートを示す地図

1994年12月31日にグロズヌイに侵入したロシアの装甲縦隊は、訓練を受けていない徴兵兵を含むさまざまな部隊から編成されていた。
部隊の列は鈍い火力を提供することを目的としており、装甲作戦の規模の大きさを通じてチェチェン人を威嚇することを望んでいた。
しかし、すべての機甲部隊は人員不足および訓練不足だった。
ロシア軍は制空権を享受したが、天候により飛行が妨げられた。
前進する軍隊はMi-24攻撃ヘリコプターによってのみ支援され、ロシア機による遊軍誤射事件のために東部グループは5台の車両を失った。 前日、ロシア空軍は、反ドゥダエフ派や親ロシア派を含む近くの村を爆撃した。 同時に、ロシア連邦政府は、チェチェン人がロシアの軍用機による爆弾被害を自作自演するためにグロズヌイの建物を破壊したと主張した。地上からは攻撃部隊は、グロズヌイ近くの丘に配置された何百もの砲台によって支援されていた。これにはBM-27ウラガンやBM-21グラッドなどのロケット砲台が含まれた。
計画では4つのロシアの装甲縦隊が突然の協調攻撃で移動するように命じられ、すべての防御部隊を打ち負かした後、市の中心にある大統領宮殿で会うことになっていた。
計画の鍵は、4つの部隊すべてが同時に街の中心に到達することだった。しかし、第19自動車化狙撃師団（MRD）は、イヴァン・バビチェフ少将が指揮する西部グループに遅れて到着し、肥大化した列はほとんど動けず、同士討ちが多発した。
東部では、ヴァディム・オルロフ少将の第104空挺師団の部隊は、グロズヌイに移動した後、レニングラード軍管区から第129 MRRに参加せず、その後友軍の砲撃を受けたため第129連隊はひどく士気を失った。
ヴォルゴグラード市（旧スターリングラード）の第8軍団のレフ・ロフリン中将が北からチェチェン軍を攻撃した。
事前の計画に従って、チェチェンの指揮官は、アナトーリー・クヴァシュニン中尉が指揮するロシアの主な攻撃部隊に対して、通常の部隊のほとんどを集中させた。
MAFは、サマラ市からの第131独立自動車化狙撃旅団と第81警備隊自動車化狙撃連隊で構成されていた。
第131旅団の仕事は、夜明けに北から駅に向かって街に移動することだった。
旅団の左側面で、第81連隊がペルシャマイスカヤ通りを下った。

#### Pervomaiskaya Ulitsa（街道）
第81連隊の2つの攻撃グループの1つは、道路に沿って1マイル伸びて、ペルシャマイスカヤ通りに向かって行軍した。
分遣隊が彼らのルートに沿ったネフチャンカ川橋の解体料金を取り除いている間、彼らは遅れた。
最初の犠牲者は、Pervomaiskaya通りの直前のMayakovskogo通りとKhmel'nitzkogo通りの交差点にある偵察小隊に取り付けられたT-72戦車で、複数のRPGが命中し内部弾薬の爆発で砲手と運転手が死亡し車長は生き残った。
小火器の発砲も受け、偵察車の1台が使用不能になった。もう1台は、ペルシャマイスカヤ通りの始点にある校舎から攻撃され、3台目の偵察車は放棄された。
偵察小隊が車列に後退したとき、トラックが追いかけてきたので、兵士たちは混乱した。
ロシアの兵士は敵の発砲に撃ち返すように命じられていたので、それに発砲するのをためらった。
しかし、トラックは高速で先頭の戦車小隊に接近していたため、付随する2K22によって破壊された。巨大な爆発はそれがトラック爆弾による自殺攻撃であることを示した。
付随する大砲が校舎周辺に約45分間発砲し、すべての射撃は停止した。
午後2時に、主要な攻撃グループはマヤコフスコゴ通りの目標に到達した。
しかし、第1部隊が砲撃を行っている間、第1部隊の車両(第81Gd MR連隊)は停止していたため、第2部隊(第2大隊、第131IMR Br.)の先頭車両は調整できなかった。
個々の車両の運転手によるものを含め、この経験の欠如は、マヤコフスコゴとクメルニツコゴの交差点で1時間以上にわたってかなりの交通渋滞を引き起こした。
しかし、その交差点は作戦初日の目標を表しており、両方の大隊指揮官は防御的な一晩の位置のために彼らの指揮を準備した。
突然、プリコフスキーは彼らに前進を再開するように命じた。第1中隊第1親衛狙撃大隊との訓練のための第81連隊の副隊長であるアルカンジェロフ大尉は、彼らに都市への前進を命じるコールサイン「マーモール」を報告した。
後に一部のフィールドトルーパーは、このコールサインはチェチェン共和国の合同部隊の参謀長であるレオンティ・シェブツォフ将軍のものであると考えた。
この時点で、「北」グループの前衛は「運用初日」の目標を達成し、第81親衛自動車化狙撃連隊の2個大隊の列が防御位置に配置された。支援砲兵は敵の守備隊に発砲する任務を負っていた。
ロシア軍はその日、前進のための作戦計画を持っていなかった。
「Mramor」からの命令が大統領官邸に向かって前進を続けるようになった後、MayakovskogoとKhmelnitzkogoの交差点の大失敗からの長引く混乱の間に前進する縦隊がすぐに形成された。
第1大隊の要素が最初に出発したが、それらとともに、第2大隊の要素と一部の車両はサブユニットをサポートしていなかった。
その間、より多くの車両が交差点に到着し、故障から回復した単一の車両を含め、ほとんどがルートを守るために残された漂遊分遣隊だった。
交通渋滞は、「北」グループの2番目の部隊として到着した第255親衛自動車化狙撃連隊の要素によって悪化した。
これは、最初の部隊が運動を再開するという決定を支持した。 255連隊は中央鉄道の東にある中央病院複合施設に進んだ。

#### ジェルジンスキーとオルドゾニキッツェの広場
MayakovskogoとKhmelnitzkogoの交差点から、第1大隊がDzerzhinskogo通りを経由してDzerzhinskogo広場に向かって進んだ。
彼らはまた、縦隊の混雑を減らすために平行道路を使用した。
ポイントマンは正午過ぎに駅に到着した。この部隊には、ペレペルキン大佐が指揮する第1大隊の第3大隊が含まれていた。
彼らは第2大隊の第4中隊と第7戦車中隊に加わった。
Dzerzhinskogo広場では、第7戦車中隊がKrasnikhFrontovikov通りから橋を守る任務を負っていた。
この部隊には、約40台のBMP 、9〜12両の戦車（複数の「ストレイ」を含む）、および少なくとも1台の自走式対空砲が含まれていた。
そこから、縦隊はOrdzhonikidze広場に到達しようとしたが、チェチェン軍からの激しい攻撃を受けた。
第81連隊を指揮するヤロスラフツェフ大佐は、日没前にすべての部隊にゼルジンスコゴ広場に戻るように命じた。 
Ordzhonikidze広場のすべてのユニットは、さまざまな方向からあらゆる種類の武器で発砲し、戦車を含むいくつかの車両を無力化した。
連隊と大隊の無線信号は妨害されていたので、広場にいる2人の大隊司令官は、車両を配備して防御射撃を調整するために車で走り回った。
ロシアのポイントビークルが大統領宮殿に到着したとき、彼らはチェチェン軍の小火器からの激しい銃撃と通り沿いの屋根と地下からのロケット砲によって待ち伏せ攻撃を受けた。
チェチェンの待ち伏せ攻撃はロシアの装甲縦隊を渋滞させ、次にRPG砲手は列の最初と最後の車両を無力化して、中央の残りの大隊を捕捉した。
市街戦ではロシアの戦車は、降車した戦闘員と比較して比較的役に立たず、多くの建物の最上階に入るのに十分な高さ、または地下室に発射するのに十分な低さの角度に大砲の仰角をとることができなかった。
旅団の訓練副司令官であるスタンケビッチ大佐は、部隊の装甲の大部分が通りで破壊された後、連隊の生存者の最大のグループの指揮を執った。
何人かの空挺部隊が加わって、彼らは最終的にロシアの戦線に反撃した。 81日のほとんどを全滅させた後、チェチェン人はロシア軍の遺した武器と弾薬を捜索した。夕方までに、ロシア軍はグロズヌイの中心に集まり、それから主要な鉄道駅に向かって移動した。

#### 中央駅

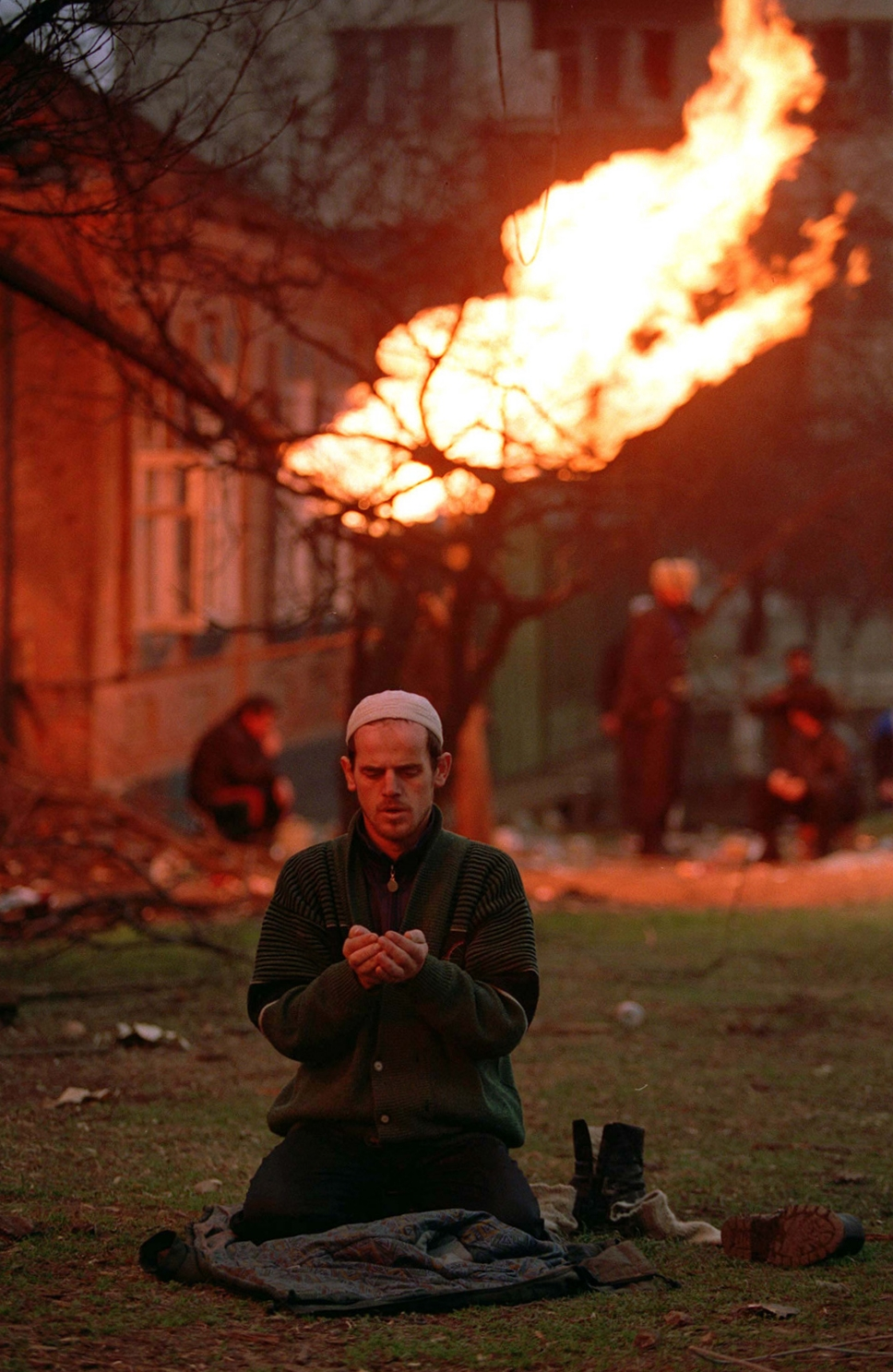
チェチェンの民間人が1995年1月にグロズヌイで祈る。背景の炎は、エアバーストの破片が当たったガスパイプラインから来ている

午後半ば、第131MRBの最初の大隊が駅を占領した。ラジオの停電のため、彼らは第81MRRの状況に気づいていいなかった。
彼らは西の貨物基地から第2大隊から、そして市の郊外にある第3大隊から分離した。部隊は、命令を待つために駅の周りに戦車と装甲兵員輸送車を駐車した。
その頃、チェチェンの治安大臣であるターパル・アリ・アトゲリエフは、遭遇前にロシアの指揮官イヴァン・アレクシービッチ・サヴィン大佐と一緒に勤務し、双方の流血を心配していた。
両陣営（旧友の安全を懸念している可能性が高い）は、サヴィン（簡単な連絡でアトゲリエフによってアリクと呼ばれる）に必死の嘆願を送り、サヴィンに「彼の部下を撤退させ、ゲストとして彼のところに来る」ための交渉を提案した。
その申し出は停戦を呼び出すための十分な許可がないために後者が拒否せざるを得なかった。その後しばらくして、ロシアの通信担当官がヘッドセットで「地獄へようこそ」という言葉を聞いた。その後まもなく、デポの建物、郵便局、駅周辺の5階建ての建物にいるチェチェン人の守備隊が自動火器および対戦車砲で攻撃を開始し部隊は壊滅した。生き残ったロシア軍兵士は駅の構内に隠れ、チェチェン人はそれを火につけた。サヴィン大佐は救援と支援砲撃の要請の無線を送ったが、助けは到着しなかった。 
131日からの救難信号のほとんどは応答されなかった。旅団の第2大隊と第3大隊は助けを求める声に応えたが、駅に到着する前に層状の待ち伏せに巻き込まれた。両方の大隊は大統領官邸から離れるように命じられた。これは、装甲縦隊が路地に移動したときに問題を追加したが、より多くの層状の待ち伏せによって破壊された。  第503自動車化狙撃連隊の小さな部隊がその日の早い時間に移動する命令を受け取った後、彼らはすぐに他のロシア軍からのフレンドリーファイアを受けた。彼らは6時間互いに戦った（そのような事件はもっとたくさんあった、それらのいくつかはチェチェン人によって組織された）。第8軍団は北から市内中心部に到着したが、待ち伏せにあった部隊を救うことができなかった。
ロシア軍の援軍は鉄道駅に到着しなかった。
日没時に、サビン大佐は唯一の装甲兵員輸送車を介して負傷者を避難させることを決定した。
負傷した40人の兵士を乗せた後、APCは間違った方向（都市の中心に向かって）に移動した。それは最終的に同じルートに沿って後退するために向きを変えたが、チェチェンの対戦車砲手によって待ち伏せされた。乗組員のうち13人は生き残って捕虜になった。 1月2日、サヴィン大佐と残りの将校は鉄道駅を放棄した。彼らはいくつかの放棄されたロシアの装甲兵員輸送車を発見した。彼らは逃げようとしたが、チェチェンの戦闘員に襲われた。 サヴィンは、難破した車両の横で榴散弾の空中爆発によって路上で亡くなった。
1月3日までに、第131旅団は、ほぼすべての将校を含め、789人近くの死者を失った（さらに75人が捕らえられ、160人だけが健在）。さらに、26両の戦車のうち26両、その他の装甲車両120両のうち102両が失われた。 1,000人以上のマイコープ旅団全体が60時間で全滅した。
この大失敗の間に、グラチョフ将軍は「市の中心部全体と市のいくつかの地区とその周辺がロシア軍の完全な支配下にある」と宣言した。 

#### 大晦日の戦いの顛末
大晦日の戦いはロシア軍にとって壊滅的なものだった。先頭のロシアの装甲部隊の車列は、120両の戦車と装甲兵員輸送車のうち105両を失った。 マイコープ旅団の最初の大隊全体、第81連隊の半分以上、および残りの部隊からの数百人の兵士が死亡した。ロシアの参謀本部長は、「 1月2日、前方部隊との連絡が途絶えた」と述べた。マスハドフによれば、約400台のロシアの戦車とAPCが破壊された。 ロシアのアレクサンドル・ガルキン将軍は、62両の戦車を含む、侵攻の最初の1か月半の間に225両の装甲車両が失われたと報告した。 
ロシア兵捕虜たちは、彼らがどこに、なぜそこにいたのかを知らなかった。 「道路を守る」ように命じられた人もいれば、記者に「誰が誰と戦っているのか」と尋ねた人もいた。 より多くの捕らえられたロシアの兵士がテレビ番組で放映された後、何人かの母親は彼らの息子の釈放を交渉するためにグロズヌイに行った。これらの交渉は、ロシア政府のエージェントを巻き込むことなく、ロシアの砲撃の下で、市の中心部で行われた。囚人の何人かは、チェチェン人と二度と戦わないという約束で釈放された。
ロシア人には知られておらず、新年の侵略の前に、チェチェンのジョハル・ドゥダエフ大統領は、グロズヌイの南25キロにあるシャリに本部を移した。ロシア軍は撤退し、多くの兵士を放棄した。士気が非常に低くなり、内務省と町外のOMON部隊が命令なしに出発した。数人のロシアの司令官は、近隣の市民を攻撃することを躊躇したために解任された。

### 大晦日の戦い後のグロズヌイ地域での作戦
1月の最初の日、破壊されたロシア軍の残党を処理しなかったチェチェン軍は、約5,000人のロクリン将軍の軍集団（当時グロズヌイで唯一組織化されたロシア軍として急いで北に到着した）に対して反撃したが、失敗した。
1月4日と5日、チェチェン軍のいくらかは自分たちが使用していた戦闘車両を伴ってグロズヌイの南の村に後退し始めた（これらの車列はロシア軍に空襲された）が、それでも街の中心部の大部分を支配していた。グロズヌイにはロシア海軍歩兵が援軍として到着したほか、チェチェン側にも郊外からの志願兵が加わった。
残りの戦闘は、ロシア軍が街区をブロックごとに破壊するという新しい戦術を中心に行われたため、ロシア軍はグロズヌイに大砲、戦車、ロケット弾を砲撃した。白リン弾と燃料気化爆弾シュメルロケットはロシア軍によって使用された。その後、彼らは特殊部隊が率いる小グループの部隊を送り込み、狙撃チームを効果的に利用した。ロシア軍が大統領官邸を占領するために移動したとき、2週間の犠牲の多い激しい戦いが続いた。

#### 大統領官邸

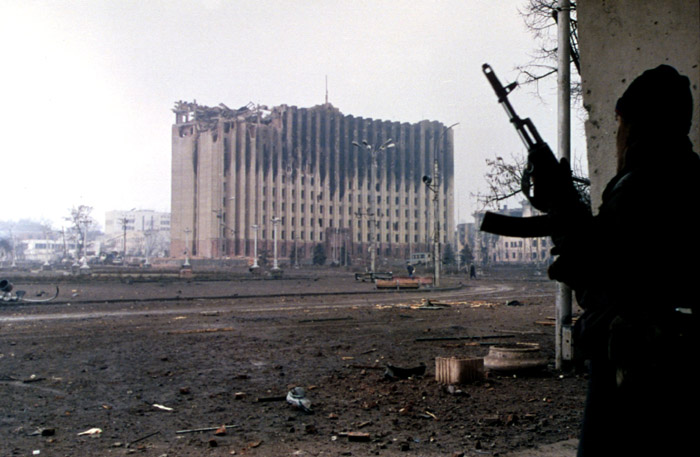
1995年1月、グロズヌイの大統領宮殿近くのチェチェン戦闘員

1月7日の正教会のクリスマス、ロシア人はチェチェン大統領宮殿に攻撃を集中させた。チェチェン大統領宮殿は、ソビエト時代に地元のチェチェン共産党本部として建てられた大きなコンクリートの建造物で、その下には爆風シェルターがあった。 350人のチェチェン軍正規兵と推定150人の民兵によって守られていた。
ロシア軍は大砲とグラッドロケットの重いボレーを発射し、建物と石油精製所を炎上させた。建物の上層階が火事になったが、チェチェン軍はロシア軍を引き止めた。ロシアのヴィクトル・ヴォロビョフ少将は同じ日に迫撃砲で殺され、チェチェンで殺されたロシアの将軍の長いリストの最初のものになった。
1月9日、ロシア人は停戦を宣言したが、これは嘘であることが証明された。停戦が始まってから2時間後の1月10日、ロシア人は大統領宮殿への激しい砲撃を開始し、建物の周囲に3つの戦車を配置し、至近距離で発砲した。
1月中旬にかけて、宮殿から100〜200メートル以内で激しい戦闘が行われた。チェチェンの抵抗力が弾薬、食料、水で低くなるにつれて、抵抗力は彼らにとってこれまで以上に困難であることが証明された。
1月18日、ロシア軍は大規模な空中および砲撃を開始した。チェチェンの推定によると、ロケットは毎秒1回の頻度で宮殿に命中していた。
スホーイSu-25近接航空支援航空機は、2機のバンカーバスターを宮殿に投下した。
爆弾は11階すべてを通り抜け、建物の下の強化された掩蔽壕に落ちた。 1人はマスハドフ将軍の本部から20メートルのところに着陸したが、爆発しなかった。真夜中前に、チェチェンの司令部は3つのグループに分かれて宮殿を去り、マスハドフは最後に去った。
これらのグループはスンジャ川の南側にある病院に撤退したが、ロシアのヘリコプターがチェチェン人に抵抗せず降伏するように呼びかけながら街を飛び越えた。

#### グロズヌイ南部
次の2日間、ロシア軍は砲撃を停止して、路上で死者と負傷者を集めた。ロシアのエリツィン大統領は、「作戦の軍事段階」が終わったと時期尚早に宣言した。宮殿を占領した部隊の指揮官であるレフ・ロフリン将軍はロシア連邦英雄に認定されるように提案されたが、彼は「自分の土地での戦争」で栄光は何も見られなかったと言って拒否した。
グロズヌイの北部を占領したときに多くの兵士を失った後、ロシア人は砲兵を南半分に集中させ、毎日3万発以上の砲弾を発射した。しばらくの間、チェチェン人は主に狙撃銃を使用しており、緊密な戦闘はなかった。ほとんどの橋を爆破した後、グロズヌイの南部を除いてすべてがロシアの支配下にあったため、チェチェン人は新しく確立された最前線としてスンジャ川を使用した。しかし、都市は1995年2月22日まで完全に封鎖されておらず、チェチェン人はシャリから回廊を介して定期的に部隊を補給していた。
最終的に、ロシア軍はマスハドフの本部から200メートル以内に前進した。彼は残りの3両の戦車を含め、利用可能なすべての部隊を彼らに投入したが、攻撃を止めることはできなかった。この時点で、彼らはスンジャに沿った位置を放棄し、グロズヌイを囲む山の尾根に沿った第3の防衛線に後退することを決定した。

#### 南部郊外と掃討
1995年1月25日、チェチェンの指導者ジョハル・ドゥダエフは、停戦が署名されるまで、ロシアの捕虜はこれ以上釈放されないと述べた。  2月8日、停戦が発表され、すべての重機を含む残りのチェチェン軍のほとんどが荒廃した都市から撤退した。彼らは本部をノボグロズネンスクの町に移した。これはいくつかの臨時首都の最初のものだった。
1995年2月13日、ロシア軍とチェチェン軍は、航空、大砲、迫撃砲の使用を対象として、重火器の使用を制限する別の停止協定に達した（ただし、ロシア軍は1週間後の2月21日にチェチェンでの大規模な大砲と航空攻撃を再開した）。 2月末が近づくと、シャミル・バサエフと彼の部下は、3月6日までに最終的に撤退するまで、小規模な一撃離脱戦法を使用するようになった。

## 死傷者

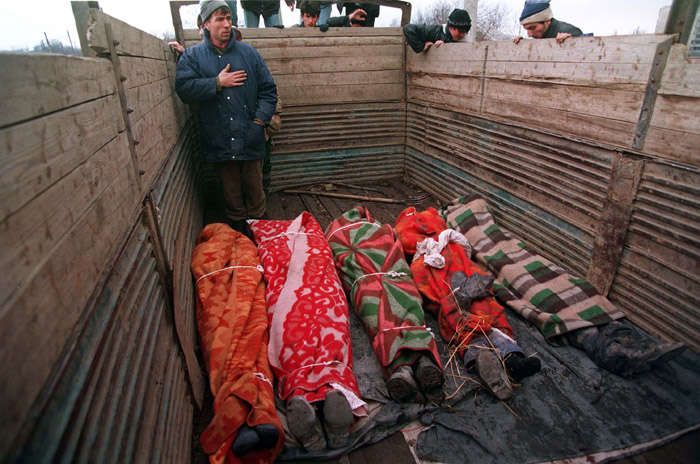
トラックに載せられた死体（グロズヌイにて）

軍の死傷者は不明ですが、両側で数千人の死傷者が出たと推定されている。ロシアの損失に関する公式に発表された数字は、戦死者1,376人、作戦行動中行者408人だったが、実際の数字はもっと高い可能性がある。 

民間人死傷者の時点で、ロシアのデュマ人権委員であるセルゲイ・コヴァレフと、戦闘の一部でグロズヌイにいたロシアのボリス・エリツィン大統領の人権補佐官は、推定27,000人であり、その多くは民族的にロシア人であり、人口の約6％が5週間の間に戦闘で亡くなった。  タフツ大学の世界平和財団は以下のように述べた。
情報筋は、[第一次チェチェン戦争中の]民間人の死亡者の大部分が1994年12月から1995年3月までのグロズヌイ侵攻中に発生したと推定している。侵略の初めから2月中旬まで、死者の推定値は25,000から30,000の民間人の死者の範囲です。この範囲は、戦争全体における民間人の死亡者の大部分がわずか4か月の期間中に発生したことを示している。グロズヌイの侵略で殺されたと推定される25,000人のうち、1月中旬までに18,000人が殺されたと推定されている。チェチェン共和国の初代大統領であるドゥダエフ将軍によると、チェチェン人が最初に首都を避難したという事実のために、侵略で殺された民間人の85パーセント（約25,500人）はロシア人だった。この見積もりは、ロシア人権運動家のセルゲイ・コヴァリョフが提唱した数字に近いものだった。セルゲイ・コヴァリョフは、ロシア人の死者数を24,000人と見積もっている 
。戦闘中にグロズヌイにもいたアナトール・リーヴェンは、彼の著書「チェチェン：ロシアの力の墓石」で、戦闘前にロシアの空襲によってさらに約500人が殺され、約5,000人の民間人が殺されたと推定している。
ヒューマン・ライツ・ウォッチの報告書は、民間人に対して行われたロシア軍による無差別爆撃と砲撃、地上部隊による民間人の一貫した標的化、3つの病院、1つの孤児院、および多数の市場地域の破壊を非難した。 HRWは、紛争のために少なくとも35万人がこの地域から逃げることを余儀なくされたと推定している。
欧州安全保障協力機構の国際監視団は、この光景を「想像を絶する大惨事」と表現し、ドイツのヘルムート・コール首相はこの出来事を「まったくの狂気」と表現した。 